# Micafungină
Micafungina este un antifungic din clasa echinocandinelor, fiind utilizat în tratamentul unor micoze. Calea de administrare disponibilă este intravenoasă. Se află pe lista medicamentelor esențiale ale Organizației Mondiale a Sănătății.

## Utilizări medicale
Micafungina este utilizată în tratamentul următoarelor infecții fungice: candidemie sau alte infecții candidozice invazive (candidoză esofagiană) și aspergiloză invazivă.